# Another Day (album av Lene Marlin)
Another Day är ett studioalbum av den norska artisten Lene Marlin, släppt den 24 september 2003. Det var hennes andra album.

## Låtlista
1. "Another Day"
2. "Faces"
3. "You Weren't There"
4. "From This Day"
5. "Sorry"
6. "My Love"
7. "Whatever It Takes"
8. "Fight Against The Hours"
9. "Disguise (Incognito)"
10. "Story"

## Topplaceringar
| Lista (2003) | Topplacering |
| ------------ | ------------ |
| Frankrike    | 38           |
| Italien      | 3            |
| Norge        | 1            |
| Sverige      | 26           |
| Schweiz      | 32           |